# Marian Starownik
Marian Roman Starownik (ur. 2 marca 1954 w Maśluchach) – polski polityk, samorządowiec. Poseł na Sejm X, I, II i VI kadencji, w latach 1999–2010 starosta lubartowski, w latach 2012–2015 wicewojewoda lubelski.

## Życiorys
W 1979 ukończył studia na Wydziale Rolnym Akademii Rolniczej w Lublinie. Ukończył również studia podyplomowe na Wydziale Prawa i Administracji Uniwersytetu Marii Curie-Skłodowskiej w Lublinie (1986) oraz w Wyższej Szkole Pedagogicznej w Kielcach (1988, w dziedzinie wychowania fizycznego). Jest właścicielem gospodarstwa rolnego w Maśluchach, specjalizuje się w produkcji zbóż i hodowli rybnej.
Od 1975 należał do Zjednoczonego Stronnictwa Ludowego, później do Polskiego Stronnictwa Ludowego „Odrodzenie” i Polskiego Stronnictwa Ludowego. Był m.in. instruktorem terenowym Wojewódzkiego Komitetu ZSL w Lublinie, członkiem tegoż komitetu (1978–1989), członkiem Rady Naczelnej PSL „Odrodzenie” i PSL. Został przewodniczącym zarządu powiatowego PSL w Lubartowie. Działał również w Związku Młodzieży Wiejskiej (przewodniczył jego krajowej komisji rewizyjnej), Związku Ochotniczych Straży Pożarnych (był wiceprezesem zarządu głównego, wszedł w skład władz lokalnych) oraz Ludowych Zespołach Sportowych (był ich członkiem władz centralnych i lokalnych).
Od maja 1981 do maja 1982 pełnił funkcję naczelnika gminy Uścimów, został odwołany przez wojewodę lubelskiego, a następnie po proteście Gminnej Rady Narodowej przywrócony na to stanowisko w czerwcu 1982. Po reformie samorządowej od 1990 był wójtem tej gminy. W latach 1989–1997 sprawował mandat posła na Sejm X, I i II kadencji z ramienia ZSL, wybranego w okręgu lubartowskim i w okręgach lubelskich: nr 28 i nr 25. Był m.in. wiceprzewodniczącym Komisji Administracji i Spraw Wewnętrznych (1989–1991) oraz Komisji Samorządu Terytorialnego (1991–1993). W 1998 kandydował do sejmiku lubelskiego. Od listopada 1998 do maja 2010 pełnił funkcję starosty powiatu lubartowskiego. W 2006 został wybrany do sejmiku, jednak wkrótce złożył mandat, ponownie obejmując urząd starosty.
Od 1997 kilkakrotnie kandydował do parlamentu, a w 2009 do Parlamentu Europejskiego. Po śmierci Edwarda Wojtasa 10 kwietnia 2010 w katastrofie polskiego Tu-154 w Smoleńsku objął w jego miejsce mandat poselski, w związku z rezygnacją ze strony Henryka Smolarza. Ślubowanie poselskie złożył 20 maja 2010. W 2011 i 2015 ponownie był kandydatem PSL do Sejmu.
10 lutego 2012 powołany na stanowisko wicewojewody lubelskiego. Pełnił tę funkcję do 9 grudnia 2015. W 2018 uzyskał mandat radnego powiatu lubartowskiego. W 2023 bez powodzenia startował do niższej izby polskiego parlamentu z ramienia współtworzonej przez swoją partię Trzeciej Drogi. W 2024 z jej listy nie uzyskał reelekcji do rady powiatu.

## Życie prywatne
Żonaty, ma trzy córki.

## Odznaczenia
- Krzyż Kawalerski Orderu Odrodzenia Polski (2001)[8]
- Brązowy Krzyż Zasługi
- Złota Odznaka „Zasłużony dla Ochrony Przeciwpożarowej” (2010)[9]
- Odznaka „Zasłużony Działacz Kultury Fizycznej”